# Lockyer (cráter)

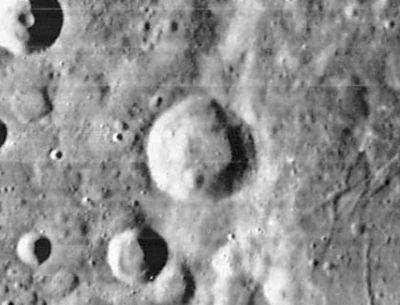
Fotografía de la misión Lunar Orbiter 4

Lockyer es un cráter de impacto lunar que se encuentra en la pared occidental de la gran llanura del cráter Janssen.
|  |

Este cráter es aproximadamente circular, con un ligero saliente hacia el lado oriental. El perfil del brocal aparece ligeramente erosionado, con una muesca en el lado noroeste. El suelo interior carece relativamente de rasgos significativos, excepto un pequeño cráter en el borde de la pared interior sur.

## Cráteres satélite
Por convención estos elementos son identificados en los mapas lunares poniendo la letra en el lado del punto medio del cráter que está más cerca de Lockyer.
|         | \| Lockyer \| Coordenadas \| Diámetro \| \| ------- \| ----------------------------- \| -------- \| \| A \| 44°00′S 31°00′E / -44.0, 31.0 \| 10 km \| \| F \| 47°30′S 36°30′E / -47.5, 36.5 \| 20 km \| \| G \| 45°42′S 33°18′E / -45.7, 33.3 \| 24 km \| \| H \| 44°30′S 32°30′E / -44.5, 32.5 \| 31 km \| \| J \| 45°00′S 32°18′E / -45.0, 32.3 \| 13 km \| |          |
| Lockyer | Coordenadas | Diámetro |
| A       | 44°00′S 31°00′E / -44.0, 31.0 | 10 km    |
| F       | 47°30′S 36°30′E / -47.5, 36.5 | 20 km    |
| G       | 45°42′S 33°18′E / -45.7, 33.3 | 24 km    |
| H       | 44°30′S 32°30′E / -44.5, 32.5 | 31 km    |
| J       | 45°00′S 32°18′E / -45.0, 32.3 | 13 km    |